# Аруба
Аруба је једно од острва које се налази у јужном Карипском мору, 25 км северно од венецуеланске обале. Оно представља једну од четири конститутивне државе Краљевине Холандије (друге три су Курасао, Свети Мартин и Холандија). Као и остали делови Холандије, и Аруба поседује свој устав, владу и ужива потпуну унутрашњу аутономију.
Главни град острва је Орањестад, у коме живи 26.000 становника.

## Историја
Први познати становници Арубе били су Араваци, који су дошли из Венецуеле. Остаци старе индијанске културе датирају још од периода 1000. године. Европљани су први пут чули за Арубу преко истраживача Америга Веспучија и Алонса де Оједа у лето 1499. године. Злато није одмах откривено у Аруби, него тек 300 година касније. С обзиром на то да Аруба нема довољну количину падавина, није погодна за плантажни начин производње, тако да се овде није развијала економија нити ропство као у другим карипским деловима.
Шпанци су Арубу колонизовали пре неколико векова. Године 1508. Шпанска круна је поставила Алонса де Оједа за првог гувернера Арубе, која је постала део Нове Андалузије (Nueva Andalucía). Након више од стотину година, Холанђани ће преузети водећу улогу на овом острву. Године 1636. су се доселили Холанђани, који су окупирали ову територију. Током 19. века Аруба постаје у контексту златне грознице привредно занимљива. Године 1933. Аруба је послала прву петицију краљици у којој тражи статус независности или аутономију. Током Другог светског рата, када је Немачка окупирала Холандију, Аруба је потпала под британски протекторат (1940-1942), а касније и под амерички (1942-1945). Дана 16. фебруара 1942. немачка подморница У-156 под командом Вернера Хартенстајна напала је рафинерију нафте на Аруби, али немачки план није успео.
Задње деценије 20. века доносе острву поново привредни залет развојем туристичке индустрије. Аруба се службено одвојила од Холандских Антила, чији су делови и данас острва Бонер и Курасао, и 1986. постала аутономна држава унутар Холандије. Њен статус је регулиран уставом (Staatsreglement) из 1947. којим није укључена у Холандско Краљевство. Однос са Холандијом се поспешио 1954. године, када је Аруба укључена у Холандско Краљевство. Године 1976. је усвојена застава, грб и химна Арубе, а годину дана касније на референдуму који је одржан под покровитељством УН, 82% гласача је гласало за независност. Настојања за потпуно одвајање од Холандије су замрзнута на молбу државе Аруба 1990. због низа разлога које је донела влада.

## Влада
Владајуће политичко тело у Аруби је парламент који чини 21 члан. Гувернер Арубе се бира на четири или шест година. С обзиром на то да све државе Холандског Краљевства деле заједничко држављанство, самим тим те државе користе један, холандски пасош. Аруба је део Прекоморских територија и као таква, она није чланица Европске уније. Али упркос томе, Аруба може примати помоћ из Европског фонда за развој.
Правни систем Арубе је заснован на холандском моделу. Најнижу јурисдикцију има Суд Арубе. Изнад њега се налази Суд правде за Холандске прекоморске територије. А највиши суд је Холандски суд правде. Полицијске снаге Арубе одржавају ред у држави.

## Административна подела
Аруба нема званичну административну поделу, али за потребе пописа становништва дели се у осам регија.
| Име                  | Површина (km²) | Број становника 1991. | Број становника 2000. | Број становника 2010. |
| -------------------- | -------------- | --------------------- | --------------------- | --------------------- |
| Нурд / Танки Лендерт | 34.62          | 10,056                | 16,944                | 21,495                |
| Орањестад запад      | 9.29           | 8,779                 | 12,131                | 13,976                |
| Орањестад исток      | 12.88          | 11,266                | 14,224                | 14,318                |
| Парадера             | 20.49          | 6,189                 | 9,037                 | 12,024                |
| Сан Николас север    | 23.19          | 8,206                 | 10,118                | 10,433                |
| Сан Николас југ      | 9.64           | 5,304                 | 5,730                 | 4,850                 |
| Санта Круз           | 41.04          | 9,587                 | 12,326                | 12,870                |
| Саванета             | 27.76          | 7,273                 | 9,996                 | 11,518                |
| Аруба укупно         | 178.91         | 66,687                | 90,506                | 101,484               |

## Географија
Рељеф је претежно равничарски, а острво је дуго 30  и широко 9 . Брдо Јаманота са својих 188  је највише на острву. На западу острва се протежу простране плаже, док је на истоку обала неприступачна и стеновита.
Аруба је најзападније и најмање од три АБЦ острва. Овај назив је настао од првих слова три острва (Аруба, Бонер и Курасао). Претежно је ниско, дуго највише 30  а широко највише 9 . Највише брдо је Јаманота са 188 м надморске висине. Западни део острва обележавају беле пешчане плаже, док на источном делу доминирају понекад бизарне стене обликоване кроз миленијуме утицајем ветра и таласа, без човековог деловања. Главни град Арубе има следеће координате: 12°19′S 70°1′Z.

## Острвска флора и фауна
Аруба се налази изван орканске зоне и одликује се преко целе године прекрасним летњим временом уз деловање освежавајућих ветрова (пасати). Вегетација обилује разним врстама кактуса, алоја и крунама диви-диви дрвећа. Посебну збирку вегетације острва поседује и национални парк Арикок.

### Клима
За разлику од остатка карипске регије, Аруба има суву климу. Управо оваква клима је омогућила посетиоцима Арубе да уживају у топлом и сунчаном времену. У Кепеновој класификацији климе, Аруба припада сувој степској клими. Тако се нпр. у Орањестаду просечне месечне температуре крећу између 26,7-29,2 °, а годишња количина падавина износи свега 470 .
Аруба спада у Острва заветрине па тиме лежи изван подручја оркана. Стога има током читаве године сунчано време уз освежавајуће пасате. Међу најлепше стране Арубе свакако спада њена изворна вегетација. Посебну чар острву дају бујни кактус, биљке из породице алое и препознатљиви обриси дрвећа Диви-Диви. Увид у вегетацију острва даје национални парк Арикок.
| Клима Орањестада, Аруба (1981–2010, екстреми 1951–2010) | Клима Орањестада, Аруба (1981–2010, екстреми 1951–2010) | Клима Орањестада, Аруба (1981–2010, екстреми 1951–2010) | Клима Орањестада, Аруба (1981–2010, екстреми 1951–2010) | Клима Орањестада, Аруба (1981–2010, екстреми 1951–2010) | Клима Орањестада, Аруба (1981–2010, екстреми 1951–2010) | Клима Орањестада, Аруба (1981–2010, екстреми 1951–2010) | Клима Орањестада, Аруба (1981–2010, екстреми 1951–2010) | Клима Орањестада, Аруба (1981–2010, екстреми 1951–2010) | Клима Орањестада, Аруба (1981–2010, екстреми 1951–2010) | Клима Орањестада, Аруба (1981–2010, екстреми 1951–2010) | Клима Орањестада, Аруба (1981–2010, екстреми 1951–2010) | Клима Орањестада, Аруба (1981–2010, екстреми 1951–2010) | Клима Орањестада, Аруба (1981–2010, екстреми 1951–2010) |
| Показатељ \ Месец                                       | .Јан.                                                   | .Феб.                                                   | .Мар.                                                   | .Апр.                                                   | .Мај.                                                   | .Јун.                                                   | .Јул.                                                   | .Авг.                                                   | .Сеп.                                                   | .Окт.                                                   | .Нов.                                                   | .Дец.                                                   | .Год.                                                   |
| ------------------------------------------------------- | ------------------------------------------------------- | ------------------------------------------------------- | ------------------------------------------------------- | ------------------------------------------------------- | ------------------------------------------------------- | ------------------------------------------------------- | ------------------------------------------------------- | ------------------------------------------------------- | ------------------------------------------------------- | ------------------------------------------------------- | ------------------------------------------------------- | ------------------------------------------------------- | ------------------------------------------------------- |
| Апсолутни максимум, °C (°F)                             | 32,5 (90,5)                                             | 33,0 (91,4)                                             | 33,9 (93)                                               | 34,4 (93,9)                                             | 34,9 (94,8)                                             | 35,2 (95,4)                                             | 35,3 (95,5)                                             | 36,1 (97)                                               | 36,5 (97,7)                                             | 35,4 (95,7)                                             | 35,0 (95)                                               | 34,8 (94,6)                                             | 36,5 (97,7)                                             |
| Максимум, °C (°F)                                       | 30,0 (86)                                               | 30,4 (86,7)                                             | 30,9 (87,6)                                             | 31,5 (88,7)                                             | 32,0 (89,6)                                             | 32,2 (90)                                               | 32,0 (89,6)                                             | 32,6 (90,7)                                             | 32,7 (90,9)                                             | 32,1 (89,8)                                             | 31,3 (88,3)                                             | 30,4 (86,7)                                             | 31,5 (88,7)                                             |
| Просек, °C (°F)                                         | 26,7 (80,1)                                             | 26,8 (80,2)                                             | 27,2 (81)                                               | 27,9 (82,2)                                             | 28,5 (83,3)                                             | 28,7 (83,7)                                             | 28,6 (83,5)                                             | 29,1 (84,4)                                             | 29,2 (84,6)                                             | 28,7 (83,7)                                             | 28,1 (82,6)                                             | 27,2 (81)                                               | 28,1 (82,6)                                             |
| Минимум, °C (°F)                                        | 24,5 (76,1)                                             | 24,7 (76,5)                                             | 25,0 (77)                                               | 25,8 (78,4)                                             | 26,5 (79,7)                                             | 26,7 (80,1)                                             | 26,4 (79,5)                                             | 26,8 (80,2)                                             | 26,9 (80,4)                                             | 26,4 (79,5)                                             | 25,8 (78,4)                                             | 25,0 (77)                                               | 25,9 (78,6)                                             |
| Апсолутни минимум, °C (°F)                              | 21,3 (70,3)                                             | 20,6 (69,1)                                             | 21,4 (70,5)                                             | 21,5 (70,7)                                             | 21,8 (71,2)                                             | 22,7 (72,9)                                             | 21,2 (70,2)                                             | 21,3 (70,3)                                             | 22,1 (71,8)                                             | 21,9 (71,4)                                             | 22,0 (71,6)                                             | 20,5 (68,9)                                             | 20,5 (68,9)                                             |
| Количина кише, mm (in)                                  | 39,3 (1,547)                                            | 20,6 (0,811)                                            | 8,7 (0,343)                                             | 11,6 (0,457)                                            | 16,3 (0,642)                                            | 18,7 (0,736)                                            | 31,7 (1,248)                                            | 25,8 (1,016)                                            | 45,5 (1,791)                                            | 77,8 (3,063)                                            | 94,0 (3,701)                                            | 81,8 (3,22)                                             | 471,8 (18,575)                                          |
| Дани са кишом (≥ 1.0 mm)                                | 8,4                                                     | 5,0                                                     | 1,8                                                     | 1,9                                                     | 2,2                                                     | 2,8                                                     | 4,9                                                     | 4,3                                                     | 3,9                                                     | 7,4                                                     | 10,6                                                    | 11,4                                                    | 64,6                                                    |
| Релативна влажност, %                                   | 77,5                                                    | 76,1                                                    | 75,7                                                    | 77,1                                                    | 77,9                                                    | 77,4                                                    | 77,8                                                    | 76,2                                                    | 76,8                                                    | 78,6                                                    | 79,1                                                    | 78,4                                                    | 77,4                                                    |
| Извор: DEPARTAMENTO METEOROLOGICO ARUBA, (extremes)     |                                                         |                                                         |                                                         |                                                         |                                                         |                                                         |                                                         |                                                         |                                                         |                                                         |                                                         |                                                         |                                                         |

### Градови
Острво популацијом нешто већом од 100.000 становника нема много градских насеља.
- Орањестад (око 33.000 становника)
- Парадера
- Сан Николас
- Нурд
- Санта Круз
- Саванета

## Привреда
Аруба има један од највиших животних стандарда у регији Карипског мора. Веома низак је и степен незапослености. БДП по глави становника износио је 2004. године $21.800.
У периоду од 1915. до око 1955. на Аруби је добијање злата било најважнија привредна грана. Други по величини град Ст. Николас се управо у том периоду развио до те величине. Тек 1990. се почело са рафинирањем нафте. Данас је то најважнија производња на Аруби. Остала индустрија се наслања пре свега на дуван и производњу пића. Поред тога, на Аруби има пуно страних банака и фирми за обраду података. Од када је Аруба сврстана на списак OECD-а као порезна оаза, јер су финансијске структуре Арубе биле погодне за утају пореза и „прање новца” у великом стилу, влада Арубе је предузела низ мера да то спречи и удовољи мерама OECD-а. Пољопривреда на Аруби нема неку значајну улогу, јер клима са пуно сунца али недовољно кише оставља за собом прилично лош квалитет тла.
Арупски флорин је званична валута острва. Ова валута нема ниску вредност. Иако је флорин званична валута, због честих америчких туриста, често као средство плаћања служи и долар, нарочито у хотелима.
Најважнији трговачки партнери Арубе су Холандија, САД као и Колумбија и Венецуела.

### Туризам
Око три четвртине бруто националног производа Арубе остварује се из туризма, који се с правом може навести као основна делатност острва. Аруба се у Европи сматра одредиштем о којем се, осим у круговима љубитеља, не говори пуно како би се избегла појава масовног туризма. Острво је поштеђено великих олуја (нпр. урагани) и има лепе плаже и јако угодну тропску климу. Већина туриста долази из САД, али су у задње време и туристи из Европе све чешћи, као и туристи из Венецуеле и Колумбије. Холанђани у Арубу могу путовати с олакшицом, с обзиром на то да им за путовање није потребна виза. Осим тога, подручје је познато и као изражено повољно за сурфовање.

### Војска
Амерички Департман за одбрану је 1999. године успоставио Нападачку операцијску зону на аеродрому, али постоји и мала холандска маринска база коју сачињава око 200 холандских маринаца.

## Становништво
Око 80% становништва Арубе чине мешанци беле, црне и карипске индијанске расе, док остатак од 20% чине друге етничке групе. Баштина народа Аравак је сачуванија на Аруби него на другим карипским острвима. У последњих неколико година на Арубу је имигрирао велики број карипских нација, а један од основних разлога је већа плаћеност појединих занимања на Аруби. Како би власт контролисала пораст популације, 2007. године донела је закон којим се иностраним радницима дозвољава максимални боравак на острву у трајању од три године. Највише имиграната долази из Аруби најближе државе,Венецуеле.

### Језик
Језик је врло важан део културе овог острва. Иако својом површином тако мала, на Аруби се прича више језика. Званични језик је холандски, а од 2003. језик Папијаменто. На Аруби се причају и бројни креолски језици који су обогаћени бројним речима и терминима из португалског, холандског и шпанског језика. Велики број становника се користи и енглеским језиком због потреба туризма. Занимљива је и чињеница да 12,3% становништва прича шпански језик.
У Аруби излазе четири листа на Папијаменто језику: Diario, Bon Dia, Solo di Pueblo и Awe Mainta; и два листа не енглеском: Aruba Today i The News. Amigoe је лист који се штампа на холандском. На Аруби постоји 18 радиостаница (2 АМ и 16 ФМ) и три локалне телевизијске станице (Telearuba, Aruba Broadcast Company и Channel 22).

## Култура
Дан 18. март је национални дан Арубе, јер је на тај дан 1976. Аруба представила своју заставу и националну химну (Aruba Dushi Tera).
Аруба има разнолику културу. Према подацима Bureau Burgelijke Stand en Bevolkingsregister (BBSB) у 2005. години на Аруби су живеле 92 различите националности. Божић и Нова година се славе уз типичну музику и песме. Утицај Американаца-туриста се види кроз слављење празника као што су Ноћ вештица и Дан захвалности у новембру.

### Образовање
Образовни систем Арубе је формиран на принципу холандског система образовања. Влада Арубе финансира национални систем образовања. Приватне школе, као што је Међународна школа Арубе финансира сама своје активности. Постотак новца који је намењен образовању је већи него просечна издвојена средства у остатку Латинске Америке. Након завршеног основног и средњег образовања, велики број ученика наставља факултетско образовање на неком од универзитета у Европи. Највиша образовна установа на Аруби је Универзитет Арубе (УА) у чијем склопу се налази правни факултет, економски и медицински факултет, као и туристички менаџмент.

## Инфраструктура
Острво поседује један аеродром: Интернационални аеродром Краљица Беатрикс (Интернационална ознака аеродрома: AUA). Међународни аеродром краљице Беатрикс је смештен надомак Орањестада. Према извештају Арупског аеродрома, 2005. године је око 1,7 милиона путника користило услуге аеродрома. А 61% путника су били Американци. Аруба има две луке, Баркадера и Плаја, које се налазе у Орањестаду. Лука Плаја нуди низ услуга као што су крстарења. Око један милион посетиоца посети ову луку сваке године. Арубус је владина аутобуска компанија која своје услуге нуди сваким даном. Постоје и три телекомуникацијска провајдера: Сетар - владина компанија; Mio Wireless и Дигицел, у приватном власништву.